# Пинья (район)

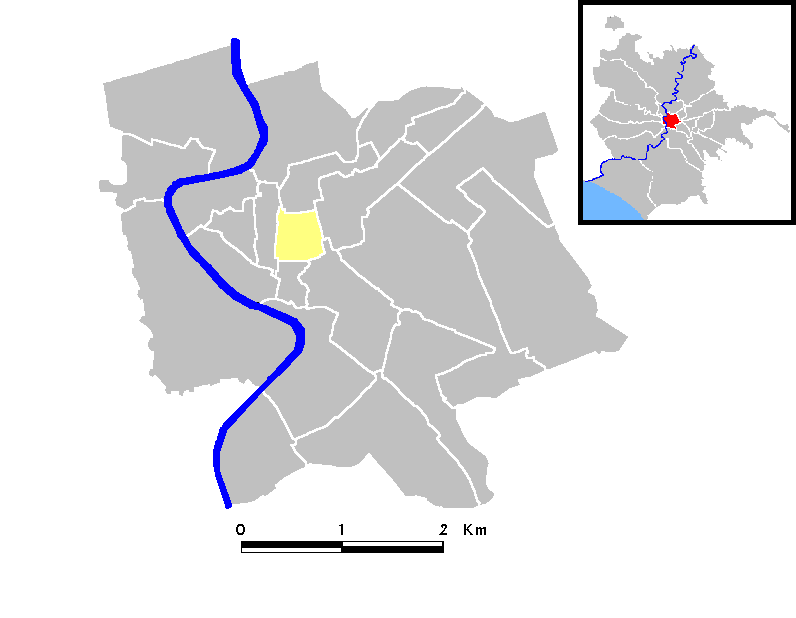
Пинья

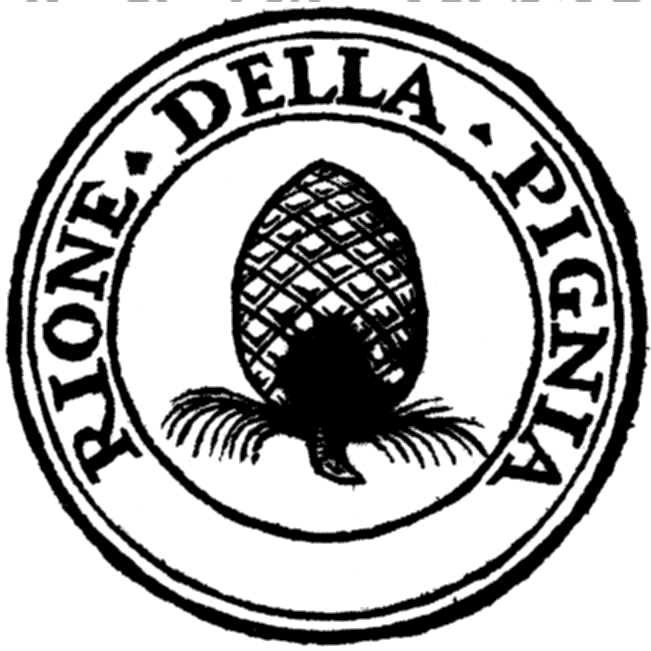
Герб Пиньи

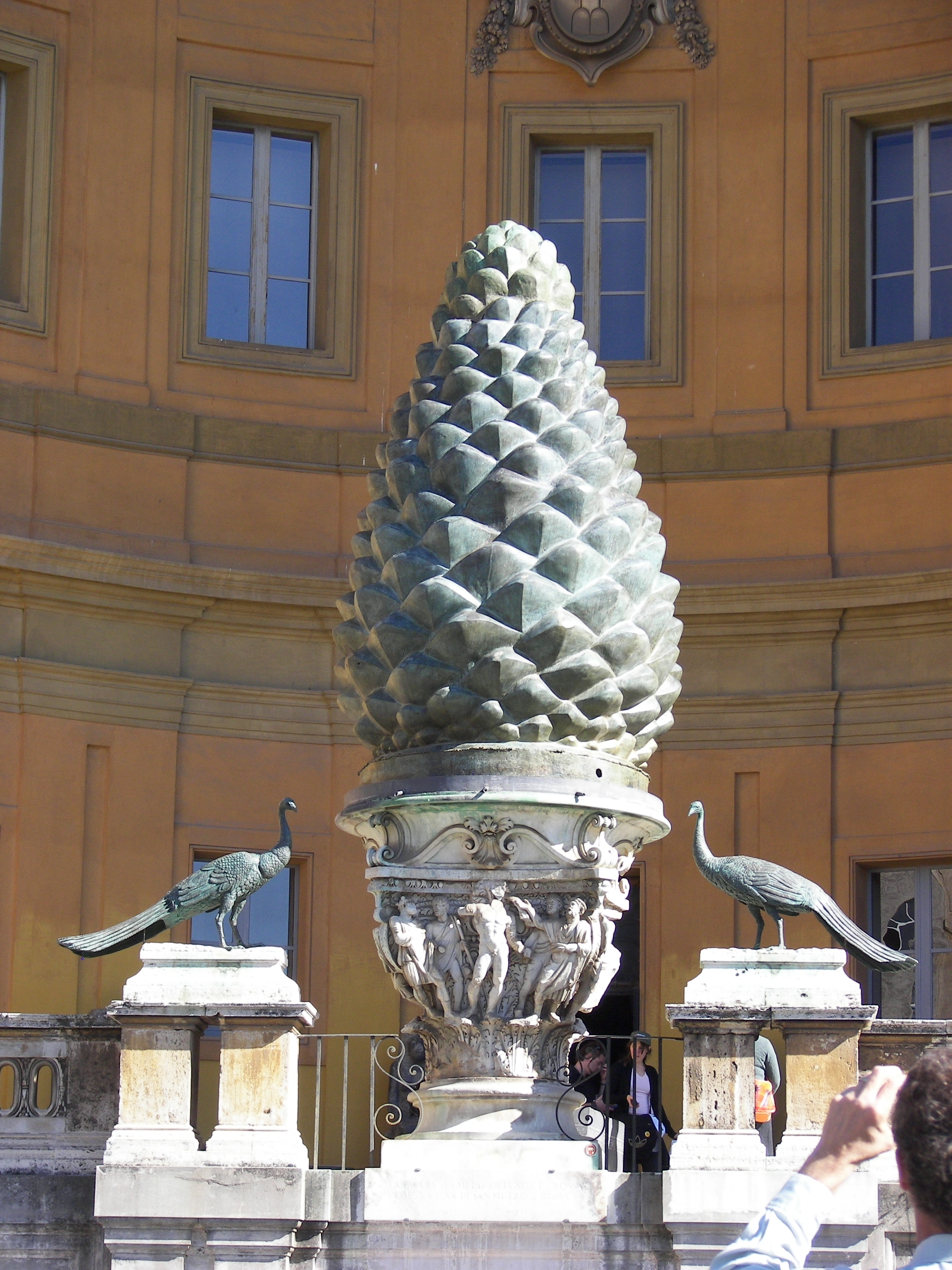

Пинья (итал. Pigna) — IX район (Rione) Рима.

## Положение
Район Пинья расположен в центральной части исторического ядра Рима, занимает территорию от Пьяццы Венеция до Пантеона. На карте Пинья имеет форму квадрата, ограниченного улицами Via del Seminario, Via del Corso, Via delle Botteghe Oscure и Via di Torre Argentina.

## История
Название района переводится с итальянского языка как «сосновая шишка», и символом района является колоссальная бронзовая шишка, Фонтана-делла-Пинья (ит.), украшавшая в Древнем Риме площадь перед храмом Исиды. Позднее она была сначала перенесена к старому собору святого Петра, где увидевший её Данте Алигьери использовал её образ в «Божественной комедии» в описании образа Нимрода. В XV веке она была перенесена на современное своё место в Бельведерском дворце (ит.).

## Достопримечательности
- Пантеон
- Витториано
- Площади
  - Площадь Минервы
  - Площадь Торре-Арджентина
  - Пьяцца Венеция
- Корсо
- Палаццо Венеция
- Церкви
  - Иль-Джезу
  - Сант-Иньяцио
  - Сан-Марко
  - Санта-Мария-ин-Виа-Лата
  - Санта-Мария-сопра-Минерва